# Estradör
En estradör är en artist som står på scen, ofta i mindre, intimare sammanhang. Estradören är en blandning av sångare och skådespelare som enkelt och intimt iscensätter en historia, sångtext eller berättelse, med röst, plastik, gester och mimik till ett enkelt ackompanjemang. Karl Gerhard uppfann uttrycket för att beskriva sig själv och ordet bygger på "estrad", vilket är en synonym till scen. Vissa ståuppkomiker kallas ibland för estradörer.
Kända estradörer är bland andra Björn Ranelid, Karl Gerhard, Zarah Leander, Mattias Enn, Charles Aznavour, Edith Piaf, Yves Montand, Carl-Einar Häckner, Juliette Gréco, Liza Minnelli, Rikard Wolff och Percy Nilegård (fiktiv person), Sven-Bertil Taube.